# Cambarincola sheltensis
Cambarincola sheltensis är en ringmaskart som beskrevs av Holt 1973. Cambarincola sheltensis ingår i släktet Cambarincola och familjen Cambarincolidae. Inga underarter finns listade i Catalogue of Life.